# 拉沃弗朗什
拉沃弗朗什（法語：Lavaufranche，法語發音：[lavofʁɑ̃ʃ]）是法国克勒兹省的一个市镇，属于盖雷区。

## 地理
拉沃弗朗什（46°19'14"N, 2°16'17"E）面积16.34 平方千米，位于法国新阿基坦大区克勒兹省，该省份为法国中部省份，位于法國中央高原西北部，北起安德尔省和谢尔省，西接维埃纳省，南至科雷兹省，东临多姆山省，东北与阿列省接壤。
与拉沃弗朗什接壤的市镇（或旧市镇、城区）包括：博尔圣乔治、莱拉、苏芒、圣西尔万巴勒罗克、图勒圣克鲁瓦。

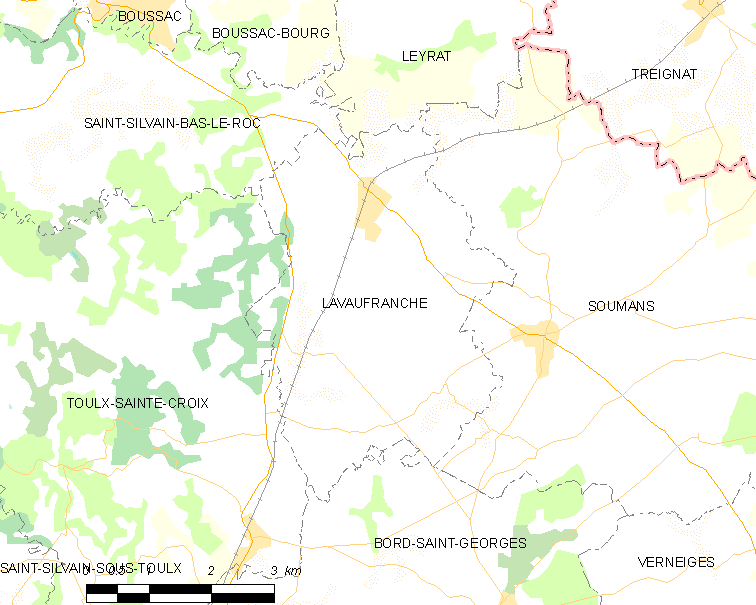
拉沃弗朗什的OSM定位图

拉沃弗朗什的时区为UTC+01:00、UTC+02:00（夏令时）。

## 行政
拉沃弗朗什的邮政编码为23600，INSEE市镇编码为23104。

## 政治
拉沃弗朗什所属的省级选区为布萨克县。

## 人口

1962-2008年间拉沃弗朗什人口变化图示

拉沃弗朗什于2022年1月1日时的人口数量为241人。